# Golden League 2000
La Golden League 2000 s'est déroulée du 23 juin au 1er septembre 2000. Régie par l'IAAF, elle est composée de sept meetings internationaux. Les quatre athlètes vainqueurs sont le Marocain Hicham El Guerrouj, l’Américain Maurice Greene, la Norvégienne Trine Hattestad et la Russe Tatyana Kotova. Ils se partagent un « jackpot » représentant cinquante kilos d'or.

## Calendrier
| # | Meeting                     | Lieu      | Pays      | Date               |
| - | --------------------------- | --------- | --------- | ------------------ |
| 1 | Meeting Gaz de France       | Paris     | France    | 23 juin 2000       |
| 2 | Golden Gala                 | Rome      | Italie    | 30 juin 2000       |
| 3 | Bislett Games               | Oslo      | Norvège   | 28 juillet 2000    |
| 4 | Meeting Herculis            | Monaco    | Monaco    | 4 août 2000        |
| 5 | Weltklasse Zürich           | Zurich    | Suisse    | 18 août 2000       |
| 6 | Mémorial Van Damme          | Bruxelles | Belgique  | 25 août 2000       |
| 7 | Internationales Stadionfest | Berlin    | Allemagne | 1er septembre 2000 |

## Vainqueurs
| Athlète            | Épreuve           |
| ------------------ | ----------------- |
| Hicham El Guerrouj | 1 500 m/Mile      |
| Maurice Greene     | 100 m             |
| Trine Hattestad    | Lancer du javelot |
| Tatyana Kotova     | Saut en longueur  |